# حشره‌خوار اندرسون
 حشره‌خوار اندرسون (نام علمی: Suncus stoliczkanus) نام یک گونه از سرده حشره‌خوارهای مشکین است.